# Základní škola Staňkova Pardubice
Základní škola Staňkova Pardubice byla otevřena roku 1963 na sídlišti Dukla, v části města Zelené Předměstí. V sedmdesátých letech 20. století se zde natáčel film Dívka na koštěti (herečka a zpěvačka Petra Černocká, představitelka čarodějnice Saxany, je patronkou školy). Škola je obklopena parkem – arboretem, má tělocvičnu a vlastní hřiště. Počet tříd ZŠ činí celkem 21, na I. stupni 14 tříd, počet žáků ZŠ je 572, z toho na I. stupni 347 žáků.

## Vedení školy
- Ředitelka školy: Gisela Kostelecká (2013)
- Zástupkyně ředitelky školy: Edita Kacetlová[3]

## Typ a charakteristika školy
Jedná se o úplnou základní školu bez rozšířeného vyučování. Výuka probíhá podle školního vzdělávacího programu pro základní vzdělávání ZŠ Pardubice, Staňkova 128. Způsob hodnocení je známkou. Zaměření: jazykové, přírodovědné, výtvarné, podpora talentovaných a nadaných žáků, hudební. Mezi vyučované cizí jazyky patří angličtina, němčina, ruština a francouzština. Metodou výuky čtení je analyticko-syntetická (slabikovací) metoda. Metodou výuky matematiky je klasická výuka.
Ve školním roce 2016/2017 byla vedle tří klasických první tříd pilotně otevřena jedna třída pro nadané děti s podporou výuky matematiky, etiky a anglického jazyka. Koncept výuky navazuje na běžný studijní program školy. Je však doplněn o dalších pět hodin týdně formou kroužků. Angličtinu mají děti celkem tři hodiny týdně, z toho jednu hodinu s rodilým mluvčím. Cílem je složení certifikovaných zkoušek Cambridge English na konci 3. a 5. ročníku. Jedna hodina matematiky s logikou je vyučována Hejného metodou. Jedna hodina týdně je věnována osobnostnímu rozvoji, který zahrnuje etiku, chování v kolektivu a psychologický rozvoj dítěte.
Škola je zapojena v programu Ekoškola a má certifikáty Rodiče vítáni a Ekoškola. Součástí tělesné výchovy jsou kurzy lyžování a plavání. Škola dále pravidelně pořádá besídky a akademie, plesy, tematické a projektové dny, exkurze, návštěvy kulturních akcí, sportovní dny, školu v přírodě a ozdravné pobyty, výlety, slavnostní vyřazování 9. ročníku, rozloučení se slabikářem, rétorické a recitační soutěže ad. Škola spolupracuje s následujícími institucemi: MP, PPP Pardubice, Český červený kříž, Mensa ČR, Centrum nadání, Plavecká škola, HZS ad. Na škole funguje školní parlament. K dispozici je školní psycholog, školní metodik prevence, asistent pedagoga a výchovný poradce.

## Vybavení školy
Škola i školní družina zahájily svůj provoz 1. září 1963, školní jídelna pak 23. března 1996. Nejvyšší povolený počet žáků je 776, nejvyšší povolený počet strávníků je 686 a ve školní družině může být nejvýše 300 žáků. Všechny učebny školy jsou vybaveny dataprojektory a připojením na internet. Vybrané třídy jsou vybaveny kompletním řešením pro interaktivní výuku.
Speciálně vybavené odborné učebny: biologie, chemie, fyzika, ICT, cizí jazyky, dějepis, knihovna, hudební výchova, výtvarná výchova. Prostory pro výuku tělesné výchovy zahrnují tělocvičnu (součást hlavní budovy) a venkovní sportovní areál hned vedle školy. Školní jídelna a družina jsou v samostatné budově (tzv. „domeček“) v těsném sousedství školy. Budova školy je obklopena arboretem, které je rovněž využíváno pro výuku (zejména přírodovědy, ekologické výchovy, prvouky a výtvarné výchovy).
Od června 2010 do září 2011 byla zrealizována kompletní rekonstrukce budovy školy zahrnující mimo jiné zateplení, novou střechu, okna a novou barevnou fasádu. Rekonstruován byl rovněž celý sportovní areál. V roce 2017 se uskutečnila rekonstrukce školní družiny včetně vybavení multimediální technikou. Ve školním roce 2018/2019 proběhla kompletní rekonstrukce odborných učeben.

## Zajímavosti
Značná část scén filmu Dívka na koštěti z roku 1971 se natáčela v této škole, herečka a zpěvačka Petra Černocká, představitelka čarodějnice Saxany, je patronkou školy a mimo jiné se zúčastnila slavnostního otevření rekonstruované školy a sportovního areálu na podzim 2011. Součástí slavnostního programu poté byl i její koncert v nedalekém Domě kultury Dukla.
Ve dnech 28. září až 7. října 2014 byl na chodníku před vchodem školy uskutečněn projekt „Oslava přírody a barev“. Do školy přijel malíř bangladéšského původu Ruhul Amin Kajol a společně s žáky a učiteli pomaloval asfaltovou plochu motivy z přírody. Tyto malby na chodník vznikají po celém světě, ale v České republice jsou pouze v Plzni a Pardubicích. Osobní slogan malíře je: „Stačí se podívat na zem a v tu ránu se cítíte šťastni!“.

## Fotogalerie

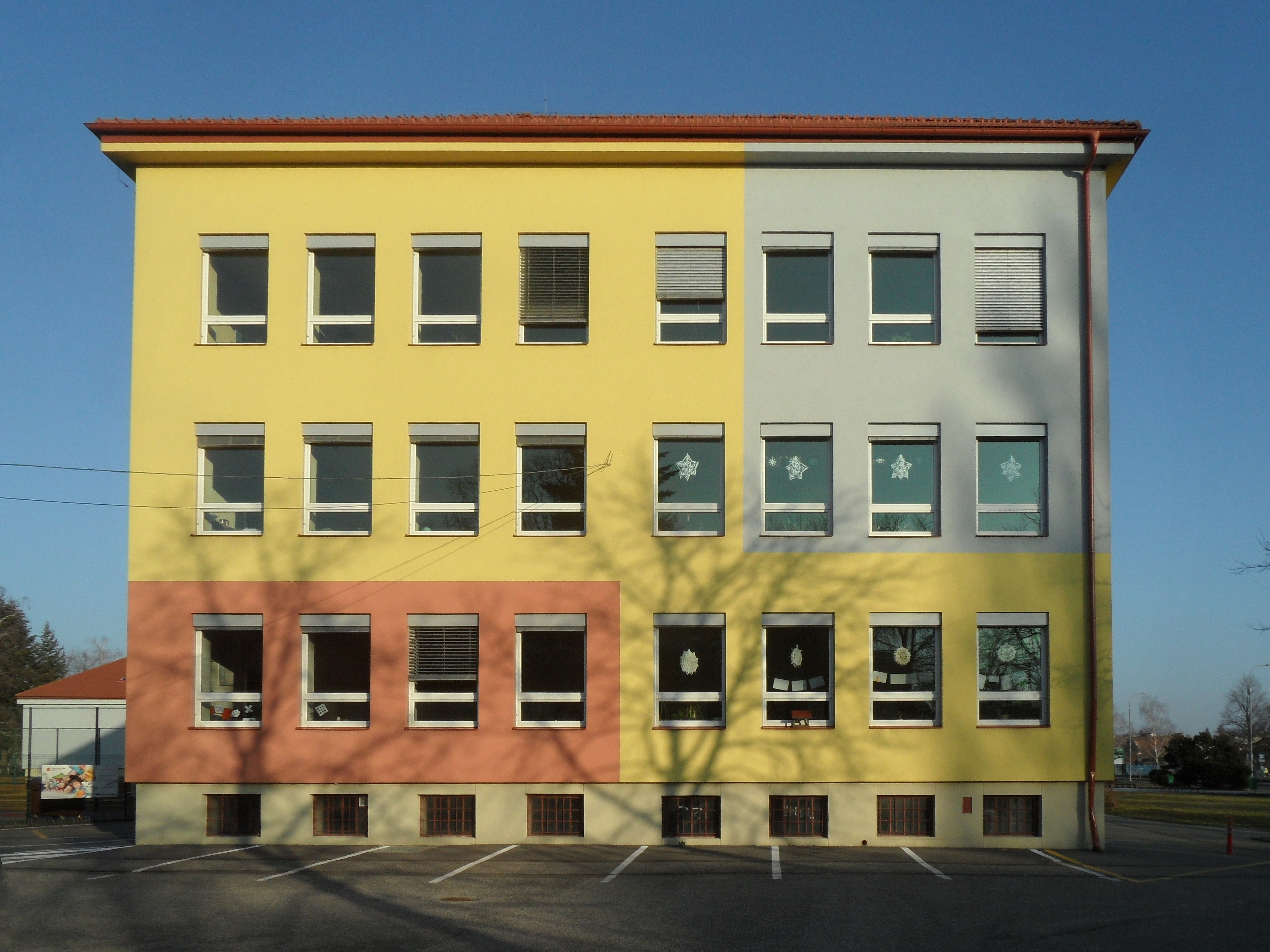
Boční západní strana
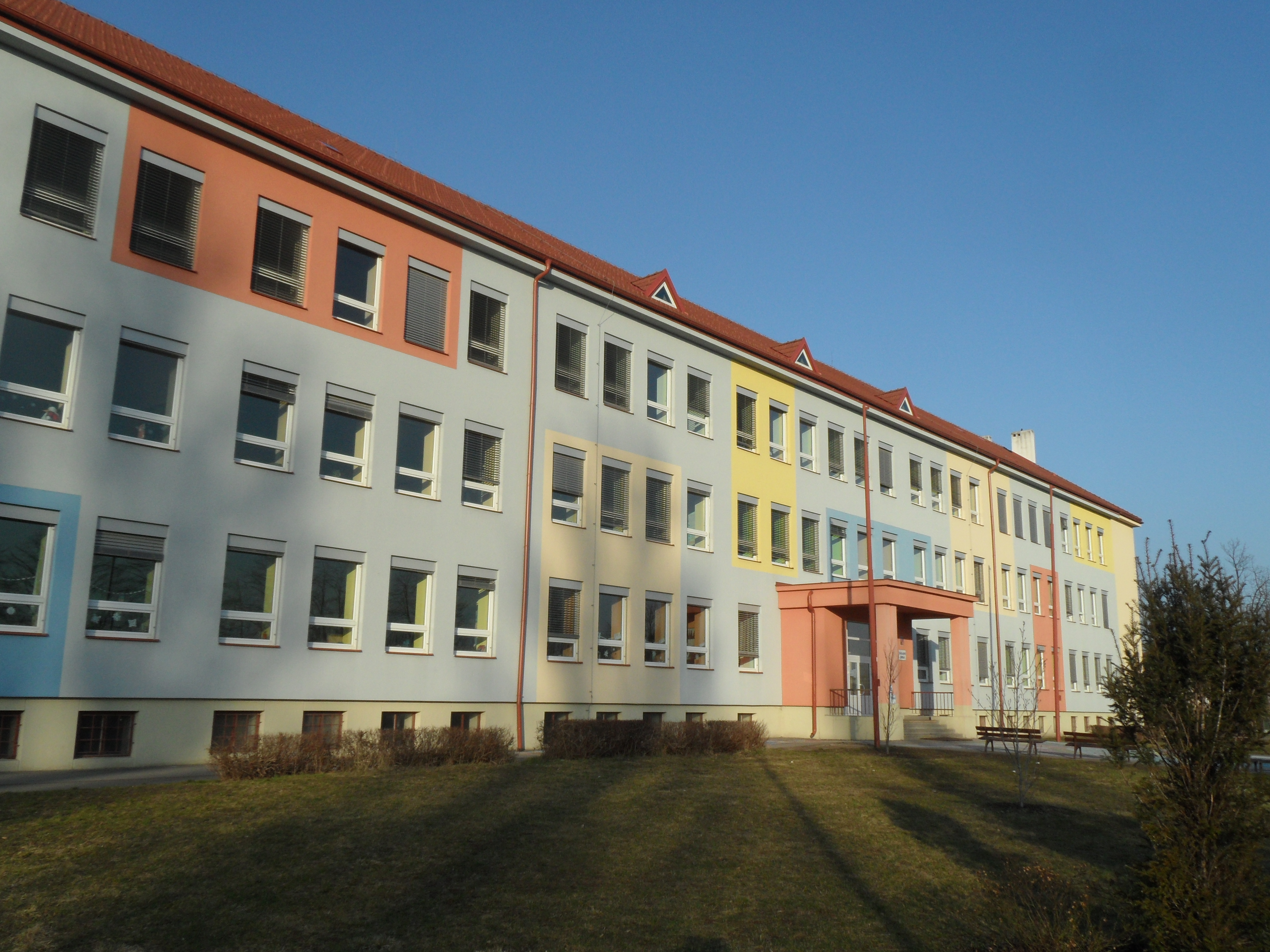
Jižní průčelí s hlavním vchodem
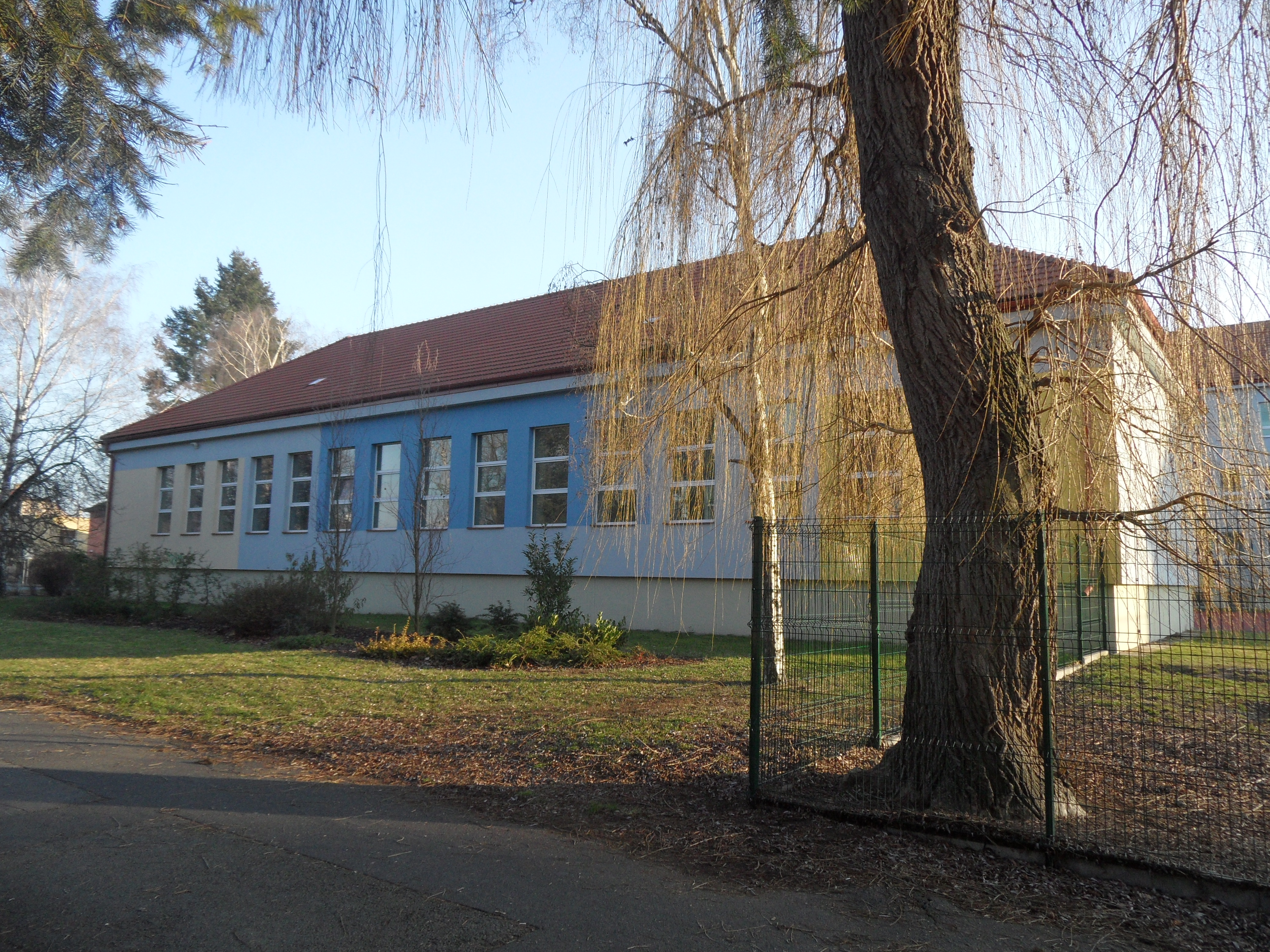
Tělocvična školy
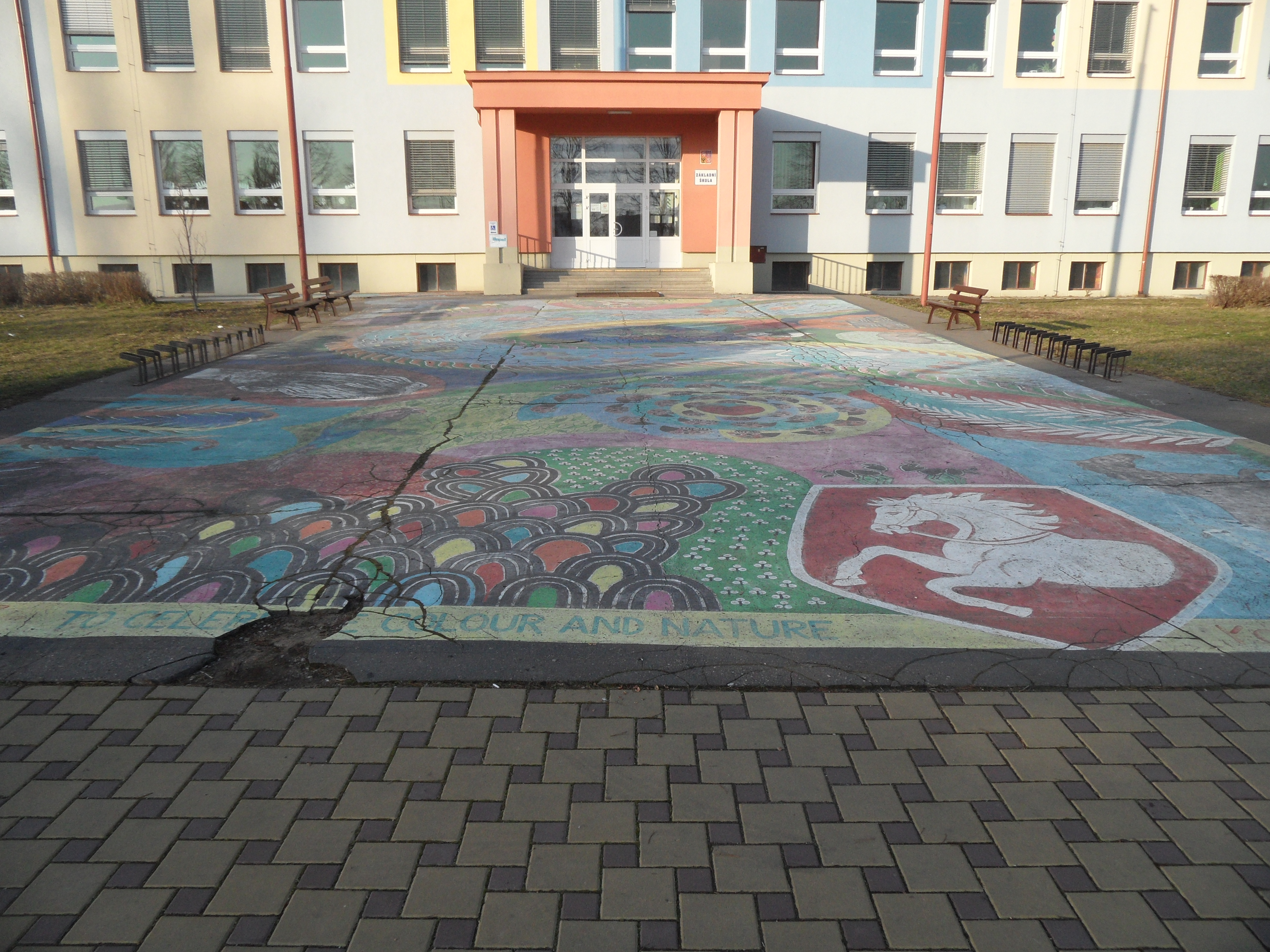
Kresby na chodníku před hlavním vchodem
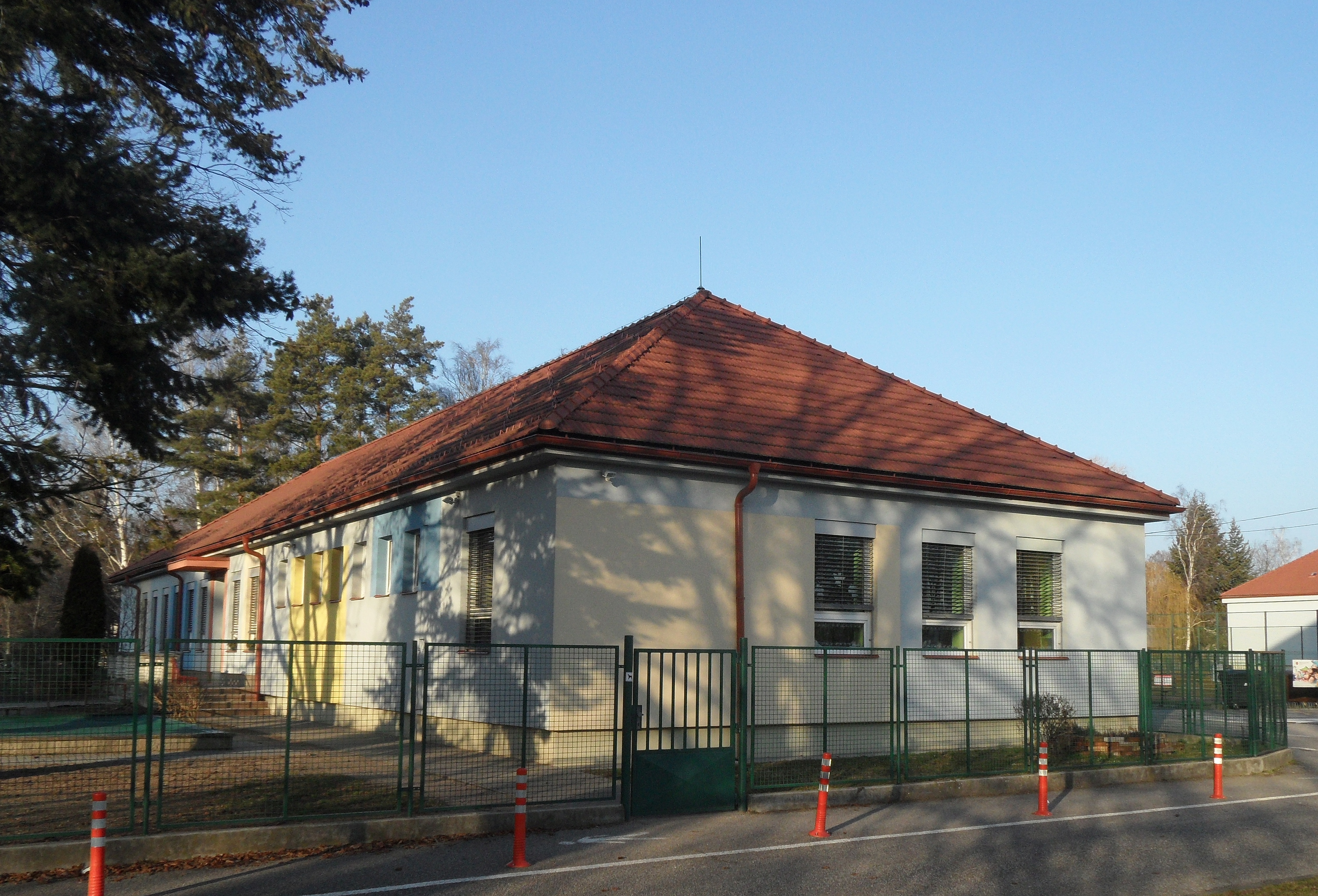
Jídelna a družina